# Этеокритский язык
Этеокри́тский язы́к — язык крупнейшего из догреческих народов Крита, населявших остров в античную эпоху наряду с пеласгами, кидонами и др. Этеокритяне (др.-греч. Ἐτεόκρητες — «истинные критяне») впервые упоминаются у Гомера. В современной археологии также часто используется название этого народа «минойцы», а их культура называется «минойской» (по имени мифического критского царя Миноса). Самоназвание носителей языка известно в египетской передаче как k’ftjw (условное чтение — «кафтиу», при этом «иу» является египетским окончанием множественного числа), название острова Крит на этом языке — Каптара (в аккадской передаче) или Кафтор (в древнееврейской передаче).
Генетические связи языка неизвестны. Предполагается, что этеокритский язык является продолжением минойского языка.
После разрушения Минойской цивилизации в результате извержения вулкана на острове Санторин и вторжения ахейцев памятники минойского языка не встречаются в течение целого тысячелетия.
Этеокритские надписи относятся к VII—III в. до н. э., они выполнены греческим алфавитом. Язык исчез, вероятно, около III в. до н. э.

## Грамматика

### Памятники и косвенные свидетельства
Прямыми свидетельствами, позволяющими судить о минойской грамматике, являются надписи Линейным письмом А (до XV в. до н. э.). Надписи греческим алфавитом слишком малочисленны для того, чтобы по ним можно было судить о грамматике языка на позднейшей стадии своего развития. Надписи критскими иероглифами не дешифрованы, несмотря на то, что определены значения отдельных слоговых знаков и идеограмм.
Косвенными свидетельствами являются минойские глоссы, сохранившиеся в греческих текстах (в них предположительно можно выделить морфемы), а также некоторые особенности правописания Линейного письма Б, которое хотя и использовалось исключительно для записи текстов на греческом языке, однако изначально было приспособлено для языка, сильно отличавшегося от греческого.

### Лексика
Благодаря позднейшим памятникам критского письма, записанным на греческом языке, относительно достоверно идентифицирован ряд топонимов, личных имён и названий товаров (шерсть и др.).
Благодаря билингве относительно надёжно идентифицировано только одно слово, «козий сыр» (в разных падежах: isalabre и isaluria).

#### Глоссы в греческих текстах
В греческом языке сохранились многочисленные критские глоссы (др.-греч. θάλασσα (thalassa) — море, νικύλεα — смоковница (а также ряд других глосс неиндоевропейского происхождения с тем же суффиксом -υλ- — μιμαίκυλον «плод земляничного дерева», άχυλος «съедобный желудь», βράβυλον «терновник», σταφυλή «виноградная гроздь», σήπια — «каракатица» и др.), топонимы, для которых характерен суффикс -σσ- (Кносс, Тилисс, Галикарнас и др.).
- mallos: шерсть (в Линейном Б засвидетельствовано как минойская лигатура ma-ru, др.-греч. μαλλός, может быть сопоставлено с шумерским bar-lu (шерсть хорошего качества).
- nikulea: смоковница
- rhoia: гранат
- sepia < *sapia: каракатица
- sitos: хлеб
- thalassa: море

## Памятники
Поскольку на Крите, согласно Гомеру, до прихода греков обитали несколько народов — собственно критяне, пеласги, а также малочисленные кидоны (в г. Кидония), то возможно, что перечисленные ниже надписи относятся не к одному языку, а к двум — минойскому (в его позднейшей форме) и пеласгскому. Тем не менее, морфологически и лексически этеокритские надписи не обнаруживают ничего общего с предполагаемым памятником пеласгского языка — Лемносской стелой.

### Дрерос 1
1: ---rmaw|et|isalabre|komn
2: ---d|men|inai|isaluria|lmo
3: ----tonturonmēa.oaoiewad
4: eturo---munadoa-enē--
5: --matritaia--
Часть надписи (строки 3-5) записана на дорийском диалекте древнегреческого языка. Из-за того, что многие слова не сохранились, трудно понять, о чём конкретно говорится в греческом тексте. Предполагается, что слово <ewade> (стр. 3-4) может означать «решено». Ещё одно предположение состоит в том, что <turon> (стр. 4) и <ton turon> (стр. 3) означает «козий сыр»; в связи с этим интересно, что пеласгское слово «коза» засвидетельствовано в ряде греческих диалектов (ιξάλη, ιζάλη, ιζάνη, ισάλη, ισσέλα, ιτθέλα, ισθλη, ισσέλη), и это позволяет предположить, что корень -isala- засвидетельствован в этеокритских словах <isalabre> (стр. 1) и <isaluria> (стр. 2). Слово <inai> обнаружено также в надписи из Преса 2, стр. 2, и может представлять собой глагол (ср. этр. <en-aš> и <en-iac-a>).

### Дрерос 2
Нижеследующую надпись опубликовал Анри ван Эффентерре. Предмет происходит из Дельфиниона, Дрерос, и содержит надпись на длинном блоке из серого аспидного сланца. Блок сохранился лишь частично, с обеих сторон текст обломан, что затрудняет его интерпретацию. Части надписи были в дальнейшем утеряны, однако сохранилась её прорисовка.
1: --S|TUPRMĒRIĒIAomo 
2: saidaperenorkioisi|a-- 
3: --kaθarongenoito
Текст представляет собой билингву. Две нижних строки, очевидно, написаны на дорийском диалекте древнегреческого языка:
Ομοσαι δαπερ Ενορκίοισι.
Но пусть он посвятит (эти) вещи Хранителям Клятв (то есть богам).
Α…. καθαρον γένοιτο.
… пусть он станет чистым.
Этеокритский текст очень краток и, видимо, представляет собой лишь «резюме» греческого текста:
--S|TUPRMĒRIĒIA

### Прес 1
1: --nkalmitke
2: os barze a-- o--
3: --ark-agset med-
4: arkrkokles de---
5: --asegdnanit

### Прес 2
1: --onadesimetepimitsφa 
2: --do--iaralaφraisoiinai vac. 
3: --restnmtorasardoφsano 
4: --satoissteφ-satiun vac. 
5: -animestepaluneutat vac. 
6: -sanomoselosφraisona
7: --tsaadoφtena-- 
8: --maprainaireri-- 
9: --ireirereie--- 
10: --nrirano-- 
11: --askes-- 
12: --i-t-- 
13: --- 
Интересно то, что в данном фрагменте упоминается город Прес в различных падежах (строка 2 (<φraiso-i> 'в Пресе'?) и снова на строке 6 (<φraiso-na> 'пресский'?).

### Прес 3
1: -x-nnumit
2: --atarkomn
3: ---ēdēsdea
4: --sōpeirari
5: --en tasetwseu
6: --nnasiroukles
7: --irermēiamarφ
8: --eirerφinasdan
9: --mamdedikark
10: --risrairariφ
11: ---nneikarx
12: --taridoēi
13: --enba
14: --dnas
15: -----
16: ---

### Прес 4
1:----uo--
2:---oit||s--
3:--φ|ras|---
4:---is--

### Прес 5
1: --artia--
2: --e-at--
3: -----a--
4: --θert---
5:  vacat 
6: --kosa--
7: --tern--
8: --komne--
9: --atate--
10: --dears--
11:  vacat 

### Прес 6
1: --ea--
2: --arr--- 
3:  vacat 

### Психро
Некоторые публикации также включают надпись из Психро (или надпись Epioi) в число этеокритских, но также есть и ученые, кто считает ее современной подделкой. Они основывают свое мнение на том факте, что надпись состоит из пяти слов, не имеющих явного сходства с языком надписей из Дрероса и Преса. Эти слова, по-видимому, были написаны ионическим алфавитом III века до н.э., с добавлением трех символов, напоминающих линейное письмо А, которое использовалось тысячелетием ранее. Их рассуждения были с тех пор оспорены как необоснованные.
1: epioi
2: zēθanθē
3: enetē parsifai
4: 3 знака, напоминающих Линейное письмо А (то ли I-PI-TI, то ли I-NE-TI)

### На русском языке
- Бартонек А. Златообильные Микены. — М., 1991.
- Воскресенский, М. Л., Назаров, В. П. Опыт интерпретации этеокритских надписей: Предварительное сообщение // Вестник древней истории. - 1968. - 2. - С. 89-94.
- Георгиев В. Проблемы минойского языка. — София: Изд-во БАН, 1953.
- Молчанов А. А., Нерознак В. П., Шарыпкин С. Я. Памятники древнейшей греческой письменности. Введение в микенологию. — М., 1988.
- Молчанов А. А. Посланцы погибших цивилизаций. — М.: Наука, 1992.
- Тайны древних письмён. Проблемы дешифровки / Под ред. И. М. Дьяконова. — М., 1975.
- Яцемирский С. А.. Опыт сравнительного описания минойского, этрусского и родственных им языков. — М.: Языки славянской культуры, 2011. ISBN 978-5-9551-0479-9

### На иностранных языках
- Brown, Raymond A.. Evidence for Pre-Greek Speech in Crete from Greek Alphabetic Sources. Amsterdam : A.M. Hakkert, 1985. 408 p., [1] folded leaf of plates : ill., map ; 24 cm. ISBN 90-25608-76-0
- Duhoux Y. L'étéocrétois. Les textes. La langue. Amsterdam, J. C. Gieben, Éditeur, 1982. 1 vol. 15 x 22 cm, vm-335 pp., 35 ill. ISBN 90-70265-05-2